# Paramount Marauder

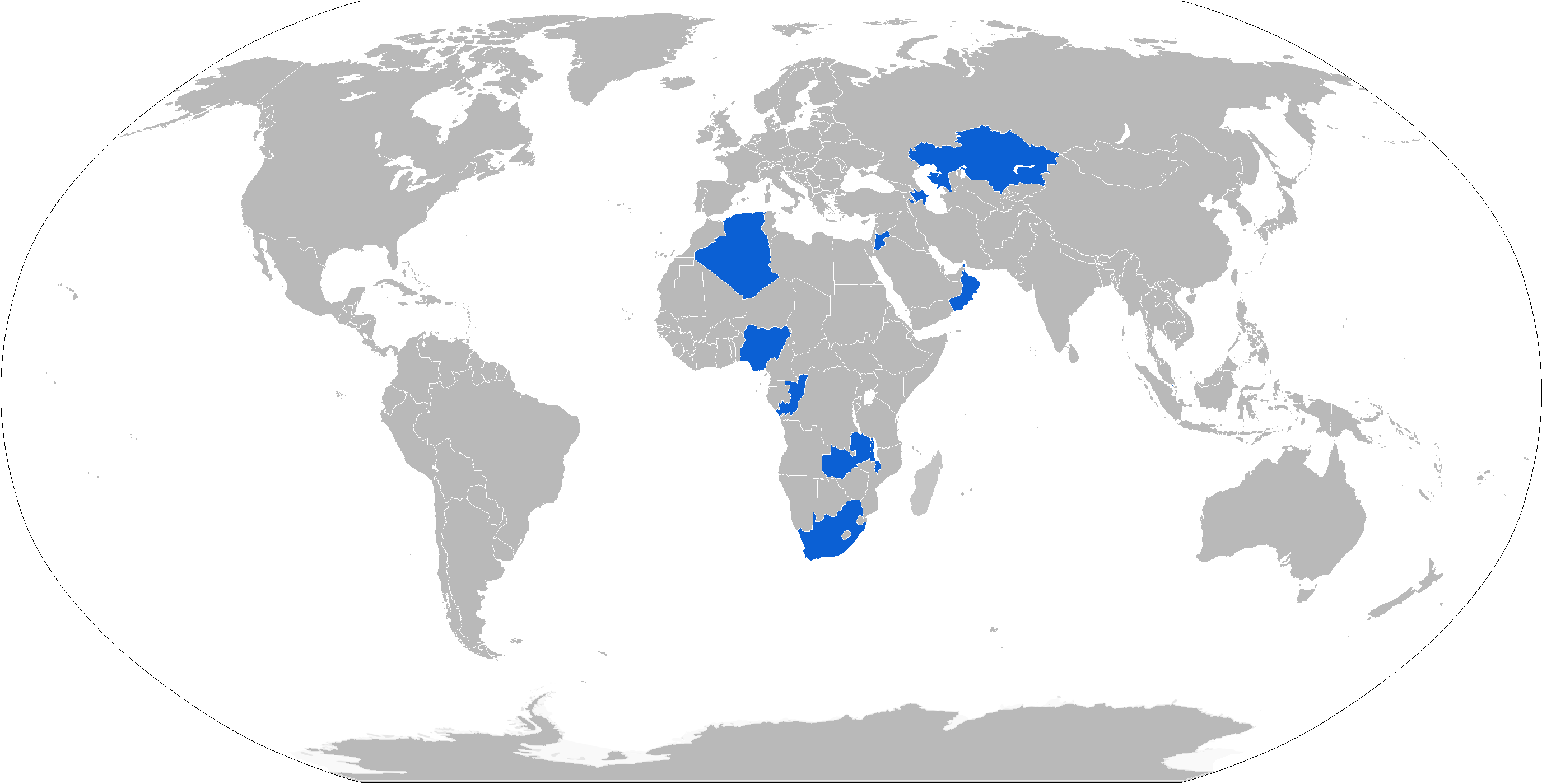
Użytkownicy pojazdu

Paramount Marauder – południowoafrykański transporter opancerzony typu MRAP produkowany przez przedsiębiorstwo Paramount Group. Pojazd zaprezentowany został w 2007 roku.
W podstawowej wersji Marauder przystosowany jest do przewozu dziesięciu osób (dwóch członków załogi i ośmiu pasażerów). Pojazd dostępny jest w wariantach nieuzbrojonym oraz wyposażonym w karabin maszynowy (kal. 7,62 mm, 12,7 mm lub 14,5 mm). Opancerzenie pojazdu zapewnia ochronę przed eksplozją 8 kg TNT pod kadłubem lub 14 kg TNT pod kołami oraz przed pociskami kalibru do 12,7 mm.
Poza transporterem opancerzonym, pojazd dostępny jest w wersjach ambulansu, platformy dla wyrzutni przeciwpancernych pocisków kierowanych oraz wozu dowodzenia.
Pojazdy Marauder zakupione zostały przez armie Algierii, Azerbejdżanu, Jordanii, Kazachstanu, Konga i RPA, a także zamówione przez armie Malawi, Omanu i Singapuru.